# 大坪林顯應祖師廟
大坪林顯應祖師廟，或稱大坪林泰山巖，全稱大坪林泰山巖顯應祖師廟，主祀顯應祖師，是新店大坪林地區的信仰中心。

## 沿革
顯應祖師廟之起源最早可追溯到清光绪年間，由大坪林之王姓家族奉祀顯應祖師神像(今顯應祖師老祖)於五庄地區(今寶斗厝、七張、十二張、十四張、二十張等地區)降神濟世；因神靈有驗，後再妝塑二祖神像供信眾請回家宅問事，同時設立盟份。
昭和年間，大坪林寶斗厝劉宗鏗受二祖諭示，前往頂泰山巖迎請香火回庄，妝塑金身(今顯應祖師三祖)，即於劉氏祖厝濟世。
後因劉氏公廳改建，信眾隨捐地出資，興建新廟於今址，民國七十年落成安座。

## 祀神

### 主祀
- 顯應祖師：北宋僧人黃惠勝，福建永春人，相傳因在民間濟世度眾，祈雨靈驗而聞名；民間俗稱「顯應祖師」或「泰山顯應大師」。因雕刻與分靈次序分為老祖、二祖、三祖等。
- 顯聖祖師：先賢劉宗鏗，率眾前往頂泰山巖迎請顯應祖師三祖香火，因有功於廟，歿後成神。
- 顯化師爺：先賢劉宗鏗之子，因服務於鄉里，神諭稱得道成神。

#### 配祀
- 保儀大夫、蕭公聖君、保儀尊王、清水祖師、大崎腳王爺、孚佑帝君、關聖帝君、玄天上帝、中壇元帥等神

#### 左龕
- 主祀：天上聖母（由北港、麥寮、新港、鹿港新、舊祖宮迎請）
- 陪祀：觀音佛祖、九天玄女

#### 右龕
- 主祀：福德正神、福德夫人
- 陪祀：值年太歲與五營軍士

#### 桌下
- 虎爺將軍、馬爺將軍

## 慶典

### 大坪林聯合放軍遶境(大坪林放軍)
大坪林五庄聯合放軍，俗稱大坪林放軍，主要活動主軸為新店五庄地區恭請顯應祖師驅蟲害、瘟毒之活動，並且於五庄邊境進行「放軍」儀式

#### 起源
日治時期，寶斗厝地區盛行瘟疫與蟲患，即於昭和四年，大坪林顯應祖師指示舉行放軍繞境以掃除疾患；後來其他四庄也一同加入放軍儀式。
臺灣光復後，國民政府因節約祭祀政策，因此將放軍活動統一於農曆三月廿三日舉行，同日兼迎媽祖，一併慶祝。2025年新北市政府登錄放軍繞境為新北市無形文化資產

#### 範圍
放軍範圍為新店區的寶斗厝丶七張丶十二張、十四張、二十張等地區，及後期的新店街、光明街等地。

#### 放軍過火
活動主軸以放軍、過火、繞境為核心，並以祖師廟為中心：放軍當日，由顯應祖師降駕起輦，帶領隊伍進行過火儀式，各宮廟神尊神轎逐一過火後，遂展開繞境。
繞境重頭戲即是在五庄範圍的四個方位點上，由顯應祖師起輦進行營軍駐紮，藉由「定符」(或作「釘符」)於庄界的四方位點插上桃符，並舉行祭祀；完畢之後回廟安座，即在廟內設立一營斗(中營)，斗內安放犁頭、石塊、桃枝與竹枝等物，鎮守廟中作為指揮。

#### 參與廟宇
早年則以在地五大軒社作為放軍隊伍主軸：寶斗厝寶興社(附屬於福壽宮)帶頭，後續有十二張平和社(附屬於咸亨宮)、七張廣明軒(附屬於七張福德宮)、十四張瓊林社(附屬於斯馨祠)、二十張正義社(附屬於二十張福德宮；後來改制為「新正義社」，附屬於進寶殿董公廟)。最後則為董公真人與顯應祖師神轎。
近年因人口老化與外移，地方軒社或有改以廟宇名義參與放軍繞境，有寶斗厝地區的寶橋福壽宮、十二張地區的咸亨宮、十四張地區的斯馨祠、蕭府王爺廟、開山福德宮、二十張福德宮、進寶殿董公廟，最後則以顯應祖師廟為隊伍壓陣。

#### 文物

##### 三角旗
三角旗為紙質，上印有五穀仙帝、孚佑帝君、顯應祖師、保儀大夫等諸神名諱。三角旗代表顯應祖師等神率領之兵將，早期由各里里長於家戶之間收取「緣金」，由里長發放給里民，現則改為放軍當日發放 。
三角旗黏於線香上，由信眾請回插在自家香爐，每逢初一十五於自家門戶「犒軍」與「拜正神」。
旗上所列諸神為顯應祖師廟建廟前，新店地區民家供奉或迎請之神祇，包含新店新龍宮之九天四聖帝、平安齋廟之孚佑帝君、董公廟董公真人、木柵忠順廟保儀大夫、集應廟尊王，以及北港朝天宮天上聖母等神。

## 年例祭祀
| 日期           | 活動                     | 備註 |
| -------------- | ------------------------ | ---- |
| 農曆正月二十日 | 顯應祖師公二祖聖誕       |      |
| 農曆三月廿三日 | 大坪林放軍繞境           |      |
| 農曆五月初三日 | 顯應祖師公三祖聖誕       | 廟慶 |
| 農曆五月十七日 | 蕭公聖君聖誕             |      |
| 農曆九月十八日 | 顯應祖師公 老祖 聖誕千秋 |      |
| 農曆十月十五日 | 拜平安暨收軍             |      |

## 盟份
祖師廟設有盟份制度(即爐會)，現今廟內設有老祖、二祖、三祖、蕭公之合盟會，盟份人數為二十人

## 外部連結
- 官方网站
- 大坪林顯應祖師廟的Facebook專頁
- 大坪林顯應祖師廟的Instagram帳戶

## 註解
1. ↑  今頂泰山巖廟內碑刻可見「文山大坪林三祖」之捐獻字樣